# Rüdiger Pfromm
Rüdiger Pfromm (* 6. April 1943 in Leipzig) ist ein deutscher Autor.

## Leben
Pfromm legte 1964 in Bonn sein Abitur ab. Nach Ableistung des Wehrdienstes studierte er von 1966 bis 1971 Französisch, Sport und Russisch an der Universität Bonn und der Universität Toulouse. Im Jahre 1971 schloss er das Erste Staatsexamen und 1973 das Zweite Staatsexamen ab. Von 1973 bis 1976 unterrichtete er an der Gesamtschule Leverkusen-Rheindorf.
Von 1976 bis 2008 war er am Romanischen Seminar der Universität Bonn tätig. In dieser Zeit promovierte er 1986 zum Dr. phil. an der Universität Bonn. Seit dem Jahre 1999 war er Studiendirektor im Hochschuldienst, mit den Schwerpunkten: Lehrerausbildung, schulische Fremdsprachen-Lehr- und Lernforschung im Französischen, Spanischen und Italienischen.
Er ist Mitglied des Carolus-Magnus Kreises, einer bundesweiten Organisation zur Förderung von Fremdsprachen-Assistenten und Austauschlehrern. Diesem Verein stand er als Bundesvorsitzender von 1988 bis 1991 vor. Zudem war er von 2005 bis 2011 Gemeindeverbandsvorsitzender der CDU Alfter.

## Werke
- Mensch – der Welt Ruin? Theodor Heuss Akademie, 1991, ISBN 3-89351-059-1.
- Einführung in die schulische Sprach-, Lehr- u. Lernforschung. Rheinbach-Merzbach 1993, ISBN 3-87062-004-8.
- Und Europa wächst zusammen. Rheinbach 1995, ISBN 3-87062-024-2.
- Von der Grundschule zum Abitur. Leistungsprofile Französisch und Spanisch an allgemeinbildenden Schulen. Eine interdisziplinäre Studie. CMZ, Rheinbach 1998, ISBN 3-87062-033-1.
- Lebenslanges Lernen. 2 Bände. Rheinbach 2003, ISBN 3-87062-063-3.
- Affe, nicht Maschine. 2 Bände. Rheinbach 2009, ISBN 978-3-87062-106-3.
- Nur Spuren im Gehirn. 2 Bände. Rheinbach 2015, ISBN 978-3-87062-163-6.
- Bilinguale Mediationen. 2 Bde. Rheinbach 2021, ISBN 978-3-87062-345-6.